# غانديا
غانديا (بالإسبانية: Gandía)‏ هي مدينة في إسبانيا، ومدينة، تقع في الصخور (بلنسية) ، وهي عاصمتها، بلغ عدد سكانها 78,543  نسمة وذلك حسب إحصائيات سنة 2013، تبلغ مساحتها 60.8 كيلومتر مربع، رمزها البريدي هو 46700، و46701، و46702، و46728، و46730.

## الموقع
تشترك في الحدود مع:
- Pinet, Spain [الإنجليزية]‏
- Guardamar de la Safor [الإنجليزية]‏
- Bellreguard [الإنجليزية]‏
- داموس (بلنسية)
- Xeraco [الإنجليزية]‏
- Barx [الإنجليزية]‏
- Xeresa [الإنجليزية]‏
- Almoines [الإنجليزية]‏
- El Real de Gandia [الإنجليزية]‏
- Llutxent [الإنجليزية]‏
- Benirredrà [الإنجليزية]‏
- أدور
- Palma de Gandia [الإنجليزية]‏
- Miramar, Spain [الإنجليزية]‏.

## مدن توأم
المدن التوأم:
- لافال (ماين) (منذ 14 يوليو 1978)
- ريوس.

## أعلام
- بلانكا بالمر
- حزقيال مالدونادو
- بابلو فاسكيز بيريز
- راؤول برافو
- أوسكار كليمنت